# DIN SPEC 27099
Bei der DIN SPEC 27099 handelt es sich im Rahmen der IT-Sicherheit um eine angelegte hochsichere Netzwerkarchitektur zur Verwahrung hochschutzbedürftiger Daten. DIN SPEC 27099 „Informationstechnik - Sicherheitsverfahren - Hochsichere Netzwerk-Architektur zur Verwahrung hoch schutzbedürftiger Daten“ stellt eine Sicherheitslösung dar, die einen revisionssicheren und bisher nicht erreichbaren Datenschutz zu vergleichbaren Kosten bietet. Hochsensible Daten wie beispielsweise Mitarbeiterdaten, Passwörter oder Geschäftsgeheimnisse lassen sich vor jeglichem unbefugten Zugriff geschützt verwahren.

## Entwicklung
Die DIN SPEC 27099 wurde vom Unternehmen Dawico Deutschland GmbH beim Deutschen Institut für Normung e. V. (DIN) initiiert. Die Grundstruktur der Netzwerkarchitektur wurde von Jan Ziebarth, Kai Alfred H. Fabian und Sebastian Brückner 2014–2015 entwickelt. Die DIN SPEC 27099:2016-07 wurde nach dem  PAS-Verfahren von einem Expertengremium im Jahr 2015 erarbeitet. Dazu zählten Jan Ziebarth, Dennis-Oliver Tschech, Sebastian Brückner, Peter Gräf und Thomas Andersen. Im Juli 2016 veröffentlichte der Beuth-Verlag die DIN SPEC.
Den Anstoß für die Erarbeitung bildete der Wunsch von Industriekunden, ihre Daten auf Basis einer standardisierten Lösung schützen zu können. Mit der DIN SPEC 27099 wird ebenfalls die Erlangung einer  PCI-Zertifizierung erleichtert.

## Inhalte

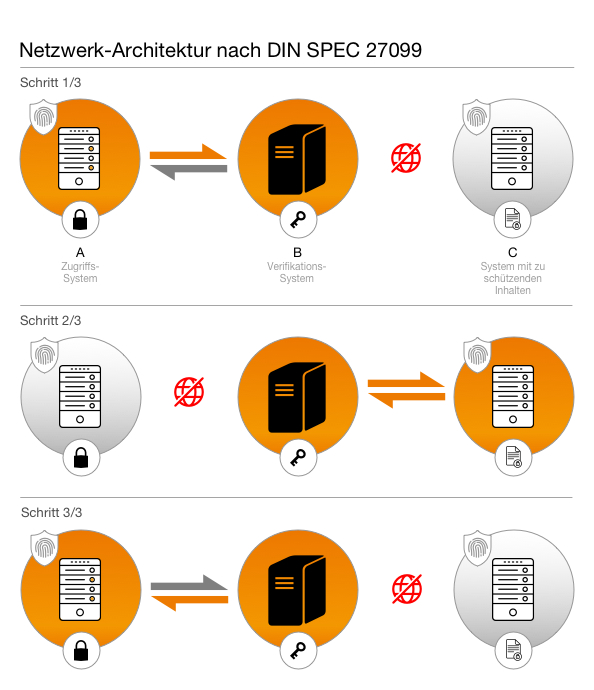
Schematische Darstellung einer Netzwerkarchitektur nach DIN SPEC 27099.

Die Basis der hochsicheren Netzwerkarchitektur nach DIN SPEC 27099 bildet deren neuartige dreistufige Server-Anordnung. Eine Anfrage aus einem Kundennetzwerk wird zuerst auf Server (A) verarbeitet. Der Server leitet die Anfrage an einen weiteren Server (B) weiter. Dieser Server trennt die Verbindung zu A und verbindet sich dann erst mit dem dritten Server (C). Ist die Anfrage korrekt, sendet C die gewünschten Daten an den Server B. Server B ist mit seiner Hardware-Architektur und durch das rudimentäre Betriebssystem nicht kompatibel mit den Servern A und C. Sind die Daten bei B angekommen, trennt dieser Server die Verbindung zu C, sodass es niemals eine direkte Verbindung der Server A und C geben kann. Ist die Verbindung zu C getrennt, verbindet sich B mit dem Server A und sendet die gewünschten Informationen. Dieser gibt die Daten nun an das anfragende Kundennetzwerk aus. Technisch gibt es also zu keinem Zeitpunkt eine gleichzeitige Verbindung zwischen A und C.